# Balticconnector
Der Balticconnector ist eine Erdgaspipeline zwischen Ingå in Finnland und Paldiski in Estland.
Im Oktober 2023 riss das unter der Flagge von Hong Kong fahrende Schiff NewNew Polar Bear mit seinem Anker ein Leck in die Pipeline. Nach sechs Monaten wurde die Pipeline wieder in Betrieb genommen. Während die chinesische Regierung das Ereignis als Unfall einstufte, ermitteln die finnischen und estnischen Behörden weiter.

## Verlauf und Kapazität
Die insgesamt 152 km lange Pipeline setzt sich zusammen aus Strecken von 21 km in Finnland, 77 km Offshore und 54 km in Estland. Sie kann in beide Richtungen betrieben werden. Die Leitung kreuzt in der Meerzunge die insgesamt vier seit 2022 stillliegenden Stränge von Nord Stream 1 und 2.
Die Transportkapazität beträgt 7 Millionen Normkubikmeter Gas täglich.

## Geschichte
Nach durch die Europäische Union subventionierten Voruntersuchungen wurde 2018 mit dem Bau begonnen. Die Stahlrohre lieferte Corinth Pipeworks Pipe Industry S.A. aus Griechenland. Die Baukosten betrugen rund 250 Mio. Euro, von denen die Europäische Union zwei Drittel übernahm. Der Gaskorridor ging im Januar 2020 in Betrieb.

### Beschädigung 2023
Am 8. Oktober 2023 um 2:00 Uhr osteuropäischer Sommerzeit wurde in der Pipeline ein starker Druckabfall von 34,5 bar auf etwa 12 bar und eine Stunde später auf 6 bar registriert, so dass ein Gasleck vermutet werden musste. Die Gasventile wurden daraufhin geschlossen.
Die Pipeline ist seither außer Betrieb.
Der Betreiber Gasgrid Finland ging von einem Leck innerhalb der finnischen Wirtschaftszone aus, das möglicherweise absichtlich ausgelöst wurde.
Am 10. Oktober 2023 hieß es in Helsinki, dass ein Schaden an der Röhre und einem dazu parallel verlaufenden Telekommunikationskabel EE-S1 auf „äußere Ursachen“ zurückzuführen sei. NORSAR, die seismologische Organisation Norwegens, erklärte, dass am 8. Oktober 2023 um 1:20 Uhr Ortszeit eine seismologische Anomalie, entsprechend einer möglichen Explosion, in der Nähe der Pipeline registriert worden sei.
Die Pipeline war zum Zeitpunkt der Außerbetriebnahme die einzige Pipeline, mit der Finnland mit Erdgas versorgt wurde. Die Direktimporte Finnlands aus Russland waren im Mai 2022 nach dem russischen Überfall auf die Ukraine eingestellt worden. Etwa 5 Prozent des Energieverbrauchs Finnlands wurden zu diesem Zeitpunkt über Erdgas gedeckt.
Die Dauer einer Reparatur wurde auf mehrere Monate veranschlagt.
NATO-Generalsekretär Jens Stoltenberg kündigte am 11. Oktober 2023 ein entschlossenes Handeln der NATO an, sollte sich herausstellen, dass die Beschädigung der Pipeline ein „vorsätzlicher Angriff“ gewesen sei. Finnland und Estland sicherte er Unterstützung zu.
Am 20. Oktober gaben die finnischen Ermittler bekannt, dass das chinesische Schiff Newnew Polar Bear sich zum Zeitpunkt der Beschädigung am Schadensort aufgehalten hat und untersucht wird, ob es den Schaden verursacht hat. In der Nähe des Lecks wurde ein Anker geborgen und dem Schiff fehlte ein Anker.
Der Kapitän wurde 2025 in China verhaftet.